# Gorenji Potok
Gorenji Potok je naselje v Občini Kostel.